# Ataque químico de Duma
El ataque químico de Duma se refiere a un ataque químico ocurrido el 7 de abril de 2018 en la ciudad siria de Duma. Médicos y testigos informaron de que causó la muerte de entre 40 y 50 personas y heridas a posiblemente más de 100. El ataque fue atribuido al Ejército sirio por las fuerzas rebeldes de Duma y por los gobiernos de Estados Unidos, Gran Bretaña y Francia.  Los gobiernos sirio y ruso afirmaron que un vídeo ampliamente difundido que supuestamente mostraba las consecuencias del ataque era un montaje.
El 14 de abril de 2018, Estados Unidos, Francia y Reino Unido llevaron a cabo una serie de ataques militares contra múltiples emplazamientos gubernamentales en Siria.
El 6 de julio de 2018, la Organización para la Prohibición de las Armas Químicas (OPAQ) publicó un informe provisional. Se encontraron varias sustancias químicas orgánicas cloradas (ácido dicloroacético, ácido tricloroacético, clorofenol, diclorofenol, cloruro de bornilo, hidrato de cloral, etc.) en las muestras, junto con residuos de explosivo, pero el laboratorio designado 03 declaró que no se detectaron sustancias químicas incluidas en la CAQ ni sustancias químicas relacionadas con agentes nerviosos. En septiembre de 2018 la Comisión de Investigación de la ONU sobre Siria informó: "A lo largo del 7 de abril, se llevaron a cabo numerosos ataques aéreos en Duma, que golpearon varias zonas residenciales. Un amplio conjunto de pruebas recopiladas por la Comisión sugiere que, aproximadamente a las 19:30 horas, un cilindro de gas que contenía una carga útil de cloro entregada por un helicóptero golpeó un edificio de apartamentos residenciales de varios pisos situado aproximadamente a 100 metros al suroeste de la plaza de Shohada. La Comisión recibió información sobre la muerte de al menos 49 personas y las heridas de otras 650".
Aunque inicialmente no estaba claro qué sustancias químicas se habían utilizado, en 2019 el informe de la FFM (Misión de Investigación) de la OPAQ concluyó: "En relación con el presunto uso de sustancias químicas tóxicas como arma el 7 de abril de 2018 en Duma (República Árabe Siria), la evaluación y el análisis de toda la información recopilada por la FFM -los testimonios de los testigos, los resultados de los análisis de las muestras ambientales y biomédicas, los análisis toxicológicos y balísticos de los expertos, la información digital adicional de los testigos- ofrecen motivos razonables para pensar que se utilizó una sustancia química tóxica como arma. Este producto químico tóxico contenía cloro reactivo. El producto químico tóxico era probablemente cloro molecular": La OPAQ dijo que no había encontrado pruebas que apoyaran la afirmación del gobierno de que los combatientes rebeldes estaban utilizando una instalación local para producir armas químicas.

## Antecedentes

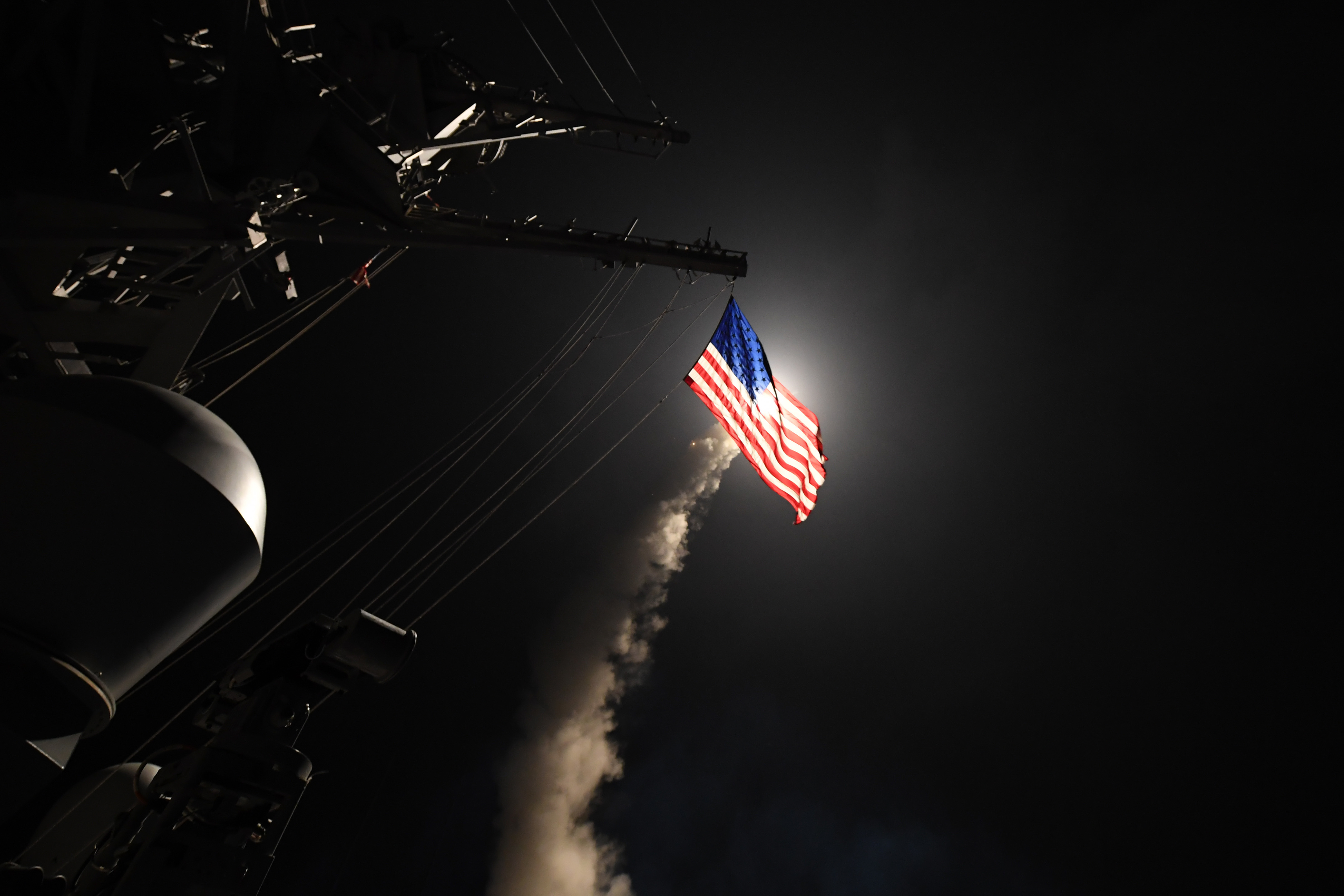
En 2017 el presidente de Estados Unidos Donald Trump ordenó el bombardeo de la localidad de Shayrat por el ataque químico de Jan Sheijun.

Un año antes, Estados Unidos disparó 59 misiles de crucero Tomahawk en la base aérea de Shayrat en respuesta al supuesto ataque químico de Jan Sheijun, que la administración de Donald Trump atribuyó al gobierno del presidente Bashar al-Ásad. El gobierno estadounidense había advertido repetidamente que respondería a los ataques con armas químicas en Siria de manera militar si se volvían a dar. El Secretario de Defensa James Mattis declaró en febrero de 2018 que creía que el gobierno sirio no había cumplido con el acuerdo negociado por Rusia para destruir su arsenal de armas químicas, advirtiendo que para el gobierno de al-Ásad sería muy "desacertado para volver a violar" la prohibición de la guerra química. Paralelamente el gobierno estadounidense también acusó al gobierno sirio de fabricar "nuevos tipos de armas" que pueden entregar agentes químicos por medios no convencionales.
A principios de 2018, la facción rebelde principal en el área era Ejército del Islam que pertenece a la cúpula principal de la oposición siria, controlaba Duma. De manera igual la Legión Al-Rahman y al Tahrir Al-Sham se posicionaban alrededor de la ciudad homónima. El gobierno de al-Ásad a inicios de 2018 intensificó su ofensiva para recuperar todo el este de la región Guta, durante este periodo se volvieron a dar pequeños signos de ataques químicos, aunque dichos ataque provenían e iban contra cada bando. Las Naciones Unidas por medio de observaciones rebeldes quiso crear una misión pero Rusia como miembro permanente la vetó y por otro lado el Secretario de Defensa de los Estados Unidos James Mattis dijo que no podían corroborar los informes. En una declaración en marzo de 2018, Valeri Guerásimov, jefe del Estado Mayor del ejército ruso, calificó los controversiales ataques como un "engaño" y dijo que los rebeldes del este de Guta traen a su propia gente de otras gobernaciones ocupadas "para jugar a las víctimas de un ataque químico escenificado" lo cual le serviría a los Estados Unidos como pretexto para atacar al gobierno de Bashar al-Ásad. Según la postura de las Naciones Unidas y la Organización para la Prohibición de las Armas Químicas ha utilizado armas químicas.

## Información del ataque según la oposición

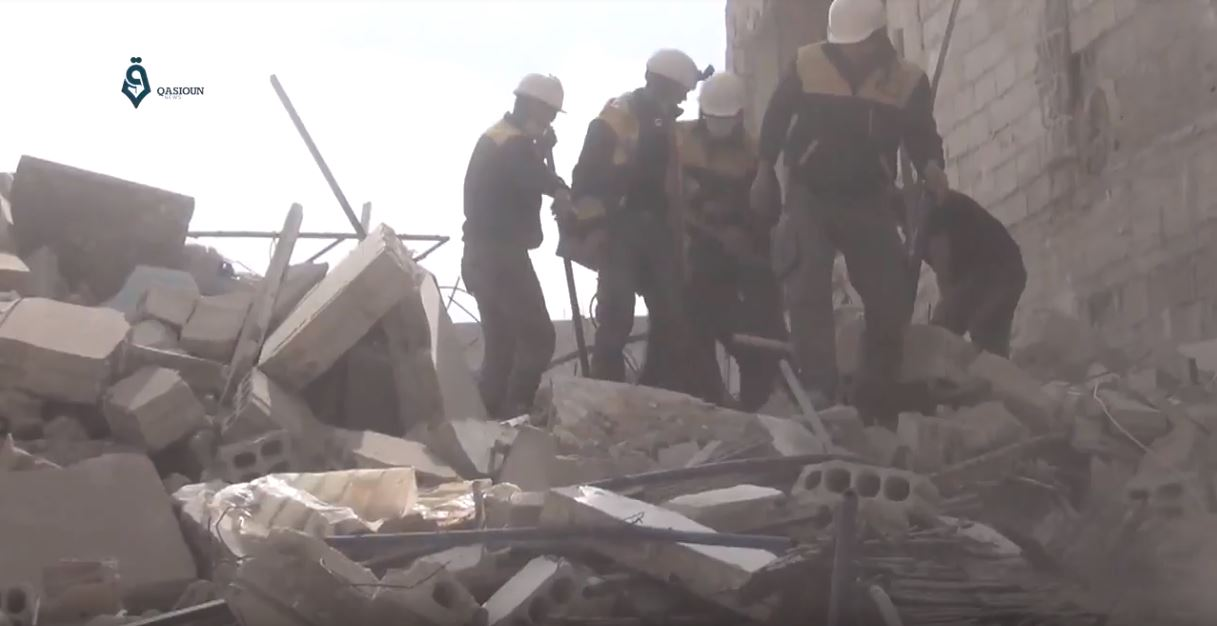
La Defensa Civil Siria (Cascos Blancos) rescatando a civiles del bando rebelde durante la batalla del este de Guta.

Según oposición siria, helicópteros de la Fuerza Aérea Árabe lanzaron barriles bombas contra la ciudad. Los barriles, aparentemente se encontraban llenos de municiones químicas como cloro y sarín, como consecuencia las personas que tuvieron contacto con estas sustancias sufrieron violentas convulsiones y/o sofocación. Se reportaron al menos 70 muertes por parte de la Unión de Organizaciones de Asistencia Médica y Socorro que supervisa los servicios médicos en la región.
Según testigos en el terreno, la mayoría de los pacientes que buscaban tratamiento después del ataque eran mujeres y niños. Un vídeo de la escena del ataque mostró cadáveres con espuma en la boca. La Sociedad Médica Sirio-Ameriana (SAMS) expresó que más de 500 personas en Duma "fueron llevadas a centros médicos locales con síntomas indicativos de exposición a un agente químico". SAMS también dijo que una bomba de cloro golpeó un hospital de Duma, matando a 6 personas allí, y que otro ataque con "agentes mixtos" golpeó un edificio cercano.

## Información del ataque según el gobierno

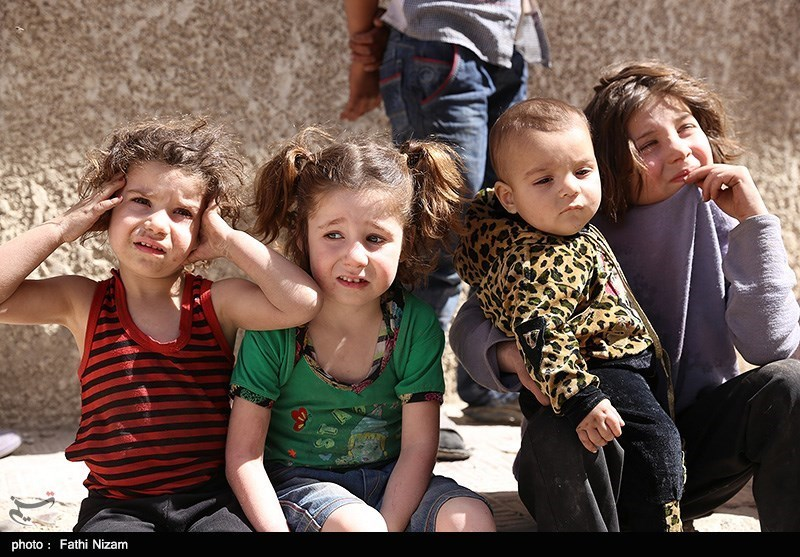
Niños rescatados por el Ejército Árabe Sirio de las fuerzas yihadistas del Ejército del Islam.

El gobierno sirio ha afirmado que las Fuerzas Armadas Árabes Sirias no tienen ninguna responsabilidad con lo ocurrido en Duma. Sin embargo dudan de la veracidad del número de muertos y heridos e incluso de la existencia del ataque porque el mismo Hospital Regional de Duma donde —según los Cascos Blancos— las víctimas habrían llegado, niega haber tratado a personas con síntomas de un ataque químico. Además miembros de la Coalición RSII ingresaron a Duma luego de la retirada del grupo rebelde Legión Al-Rahman y comprobaron que no existía presencia alguna de agentes nervioso o químico.

## Reacciones

### Nacionales
- Siria: Una fuente del Ministerio de Relaciones Exteriores y Expatriados dijo que "las denuncias de usar armas químicas se han convertido en un estereotipo poco convincente, excepto en algunos países que trafican con sangre de civiles y apoyan el terrorismo en Siria".[23]
  - Oposición siria: Los rebeldes sirios fuera del país acusaron al gobierno de estar detrás del ataque, por otro lado el grupo opositor islamista del Ejército del Islam que controlaba Duma aceptó el pedido de rendición que le había propuesto el gobierno.[24]

### Internacionales

#### A favor de la oposición
- Australia: La ministra de Asuntos Exteriores de Australia, Julie Bishop, tuiteó "Instamos a todas las partes involucradas en el conflicto de #Syria a que apliquen la máxima presión sobre el régimen sirio para detener completamente cualquier actividad relacionada con las armas químicas".[25]
- Turquía: El Ministerio de Asuntos Exteriores turco emitió una declaración condenando enérgicamente el ataque. El portavoz presidencial Ibrahim Kalin dijo: "El régimen sirio debe dar cuenta de los ataques en varias regiones del país en diferentes momentos". También se agregó que "toda la comunidad internacional, principalmente los países que tienen influencia sobre el régimen sirio, tienen la responsabilidad de tomar las medidas necesarias para evitar crímenes de guerra y de lesa humanidad similares".[26]
- Reino Unido: El canciller británico Boris Johnson dijo sobre los documentos de los supuestos ataques químicos que "estos últimos informes deben investigarse urgentemente y la comunidad internacional debe responder" y que "los investigadores de la Organización para la Prohibición de Armas Químicas [están] investigando otros informes de el uso de armas químicas en Siria, estos cuenta con todo nuestro apoyo. Rusia no debe volver a intentar obstaculizar estas investigaciones ". También condenó el uso de armas químicas en general y agregó que "los responsables del uso de armas químicas han perdido toda la integridad moral y deben rendir cuentas".[27]
- Estados Unidos: El presidente Donald Trump condenó el ataque en Twitter, diciendo que "muchos muertos, incluidos mujeres y niños, se han lanzado al ataque químico en Siria. El área de atrocidades está encerrada y rodeada por el ejército sirio, haciéndola completamente inaccesible al mundo exterior. Putin, Rusia e Irán son responsables de respaldar al animal de al-Ásad. Gran precio a pagar. Abran la zona inmediatamente para ayuda médica y verificación. Otro desastre humanitario sin ninguna razón".[28][29]

#### A favor del gobierno
- Rusia: El Ministerio de Asuntos Exteriores de Rusia negó que se hubieran utilizado armas químicas y denunció los informes como otro ejemplo de "una serie continua de noticias falsas sobre el uso de cloro y otros agentes químicos por parte de las fuerzas gubernamentales".[30]
- Irán: La cancillería del país persa tachó de complot contra Siria el ataque químico, asegurando que sería ilogico que el gobierno de al-Ásad utilice este tipo de armamento cuando está ganando la guerra. Igualmente condenó el ataque diciendo: "La República Islámica de Irán, de acuerdo con sus principios políticos y como víctima de este tipo de armamento, condena en duros términos el uso de estas armas en cualquier parte del mundo y por parte de cualquier Estado".[31]

#### Neutrales
- Arabia Saudita: Una fuente oficial del Ministerio de Relaciones Exteriores del país afirmó que el país expresó su profunda preocupación y condenó el ataque, enfatizando la necesidad de detener tales ataques.[32]
- Catar: El Ministerio de Relaciones Exteriores de Catar expresó una profunda conmoción, condenó enérgicamente el ataque y pidió una investigación internacional.[33]
- China: El gobierno chino rechazó el ataque químico pero pidió una investigación justa y lo más imparcial posible.[34]
- Jordania: El gobierno jordano condenó enérgicamente el ataque químico: "Dado que Jordania condena enérgicamente este terrible crimen, apoya la intención de la Organización para la Prohibición de las Armas Químicas (OPAQ) de realizar una investigación exhaustiva de este ataque".[35]

### Organizaciones internacionales
- Unión Europea: En un comunicado, la UE dijo que "la evidencia apunta hacia otro ataque químico más por parte del régimen" y "es motivo de gran preocupación que se sigan utilizando armas químicas, especialmente contra civiles. La Unión Europea condena en los términos más enérgicos el uso de armas químicas y exige una respuesta inmediata de la comunidad internacional". También pidió que el Consejo de Seguridad de las Naciones Unidas identifique a los perpetradores y que Rusia e Irán influyan en al-Ásad contra el lanzamiento de tales ataques.[36]
- El grupo de la Sociedad Médica Sirio-Americana y la Defensa Civil Siria emitió una declaración conjunta condenando el ataque y exigiendo un alto el fuego inmediato mutuo para permitir a la investigación dar con el autor del ataque.[37][38]
- Naciones Unidas: El 9 de abril de 2018, Francia, junto con otros ocho países, convocó una reunión de emergencia del Consejo de Seguridad de la ONU para discutir el ataque de Duma.[39]